# Афшин Готбі
Афшин Готбі (перс. افشین قطبی; нар. 8 лютого 1964, Тегеран, Іран) — американський футбольний тренер іранського походження.

## Ранні роки
Народився в Тегерані, батько працював іранським вчителем, з яким він у 13-річному віці залишив країну, оскільки батько одружився з американкою та переїхав до Лос-Анджелеса, де проживав понад 20 років. Отримав ступінь бакалавра наук з електротехніки в Лос-Анджелеському університеті, де паралельно з навчанням виступав за футбольну команду закладу.

## Кар'єра тренера

### Ранні роки
До роботи в професіональних клубах протягом багатьох років одним з провідних тренерів молодіжної футбольної школи Південної Каліфорнії, де знайшов та виховав таких гравців, як Пітер Вагенас та Джон О'Браєн.

### У Кореї
З грудня 2000 по липень 2002 року працював аналітиком у національній збірній Південної Кореї при тренерському штабі голландця Гуса Гіддінка. З 2002 по 2004 рік продовжив працювати в Південній Кореї, проте вже на посаді помічника головного тренера «Сувон Самсунг Блювінгз». З жовтня 2005 по липень 2006 року — помічник головного тренера збірної Південної Кореї Діка Адвоката. З липня 2006 по липень 2007 року допомагав тренувати корейську збірну іншому нідерландцю, Піму Вербеку.

### Повернення до Ірану
У серпні 2007 року підписав контракт з клубом іранської Про-ліги «Персеполіс», де обійняв посаду головного тренера. У лютому 2008 році перебував у шорт-листі претендентів на посаду головного тренера національної збірної Ірану, проте вакантне місце зайняв Алі Даеї. У травні 2008 року привів «Персеполіс» до чемпіонства в іранській Про-лізі. У червні 2008 року залишив клуб.
Проте вже 3 липня 2008 року, після зустрічі з керівництвом клубу в Дубаї, повернувся на тренерський місток «Персеполіса», підписавши з клубом 2-річний контракт.
Після зібрання, яка відбулася в «Персеполісі» 18 листопада 2008 року, Готбі оголосив про відхід з клубу, а 19 листопада 2008 року виїхав з Ірану.

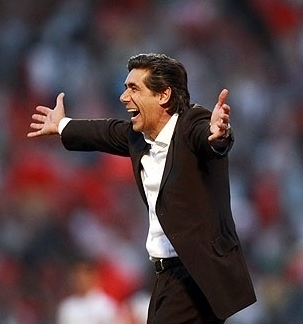
Афшин Готбі на тренерському містку «Персеполіса»

У листі, опублікованому на офіційному сайті «Персеполіса», Афшин Готбі зазначив: «Я повернувся до «Персеполіса» з великими надіями, але, думаю, є змова поза клубом, щоб завадити успіхам команди. Я — ціль цієї змови. Я люблю «Персеполіс» та його вболівальників, однак мені слід залишити команду. З розбитим серцем, але з надією на процвітання команди я залишаю Персеполіс. Якщо моя присутність заважає успіху команди, я швидше піду».

### Збірна Ірану
Через три тижні після призначення головним тренером Маєлі Когана, він вступив в запеклу суперечку з головним тренером «Естеґлала» Аміром Галеноєм. Через це ФФІРІ відправила у відставку Маєлі Когана. Наступного тижня Афшин Готбі погодився замінити Маєлі Когана на посаді головного тренера збірної Ірану. Після цієї зустрічі Готбі сказав в інтерв'ю «Життєва мрія, давня амбіція та подорож, записана зірками, ось-ось здійсниться. Я повинен подякувати всім людям у всьому світі, які підбадьорили, підтримали й надихнули мене на цю можливість». Під керівництвом Афшина збірна Ірану не змогла потрапити на чемпіонат світу 2010 року в ПАР, проте його контракт з командою було продовжено. На кубку Азії 2011 року з 4-х матчів виграв 3 поєдинки, проте в 2-у турі іранці поступилися вдома Йорданії, яка набрала 13 очок та очолила групу. Продемонстрував хороші результати в товариських матчах (зокрема, перемога над Боснією і Герцеговиною, Китаєм та Південною Кореєю), проте отримав порцію критики не лише від журналістів, в й від деяких працівників тренерів ФФІРІ, оскільки не змогли стерпіти успішну діяльність американського іранця на посаді головного тренера збірної та вимагали заміну на іранського тренера. Однак через декілька днів йому дозволили працювати й надалі, а Іранська федерація вирішила зберегти Афшана на посаді головного тренера як мінімум до завершення Кубка Азії 2011 року. У 2010 році збірна виграла 8 матчів поспіль, завдяки чому Готбі заручився довірою федерації. На чемпіонаті Федерації футболу Західної Азії 2010 року команда Меллі фінішувала другою. Також іран вийшов до 1/4 фіналу кубку Азії 2011 року, де іранці поступилися Південної Кореї через голу Юн Біт Гарам в додатковий час. Після цієї поразки Афшина було звільнено з займаної посади.

### Переїзд до Джей-ліги
По завершенні Кубку Азії Афшин підписав 3-річний контракт з представником японської Джей-ліги 1 «Сімідзу С-Палс». Керував командою до кінця сезону 2011 року, в якому фінішував 10-м. Наступний сезон «Сімідзу С-Палс» розпочав вдало, проте потім після багатьох невдалих матчів втратив позиції, внаслідок чого завершив сезон на 9-у місці. Також команда вийшла до фіналу Кубку Джей-ліги, де поступилася (1:2) «Касіма Антлерс». 30 липня 2014 року залишив команду, на той час «Сімідзу С-Палс» посідав 12-е місце в Джей-лізі.

### «Бурірам Юнайтед»
24 травня 2016 року представник тайської Те-ліги 1 «Бурірам Юнайтед» оголосив про призначення Афшина Готбі новим головним тренером команди. Став першим азійсько-американським закордонним тренером в історії клубу. 28 травня Афшин Готбі дебютував на тренерському містку «Бурірам Юнайтед» у переможному (1:0) поєдинку національного чемпіонату проти «Накхонратчасіми». 21 серпня, після 3-х місяців роботи, звільнений з займаної посади.

## Статистика тренера
Станом на 2 листопада 2019
| Національність    | Команда                  | З                 | По                | Досягнення | Досягнення | Досягнення | Досягнення | Досягнення | Досягнення | Досягнення | Досягнення |
| Національність    | Команда                  | З                 | По                | Іг         | В          | Н          | П          | ЗМ         | ПМ         | РМ         | % Перемог  |
| ----------------- | ------------------------ | ----------------- | ----------------- | ---------- | ---------- | ---------- | ---------- | ---------- | ---------- | ---------- | ---------- |
| США               | «Сан-Фернандо Веллі»     | 1997              | 1997              | 18         | 9          | 7          | 2          | 30         | 31         | −1         | 50,00      |
| Іран              | «Персеполіс»             | 27 липня 2007     | 18 листопада 2008 | 51         | 26         | 15         | 10         | 88         | 59         | +29        | 50,98      |
| Іран              | Іран                     | 22 квітня 2009    | 22 січня 2011     | 30         | 16         | 6          | 8          | 39         | 27         | +12        | 53,33      |
| Японія            | «Сімідзу С-Палс»         | 1 листопада 2011  | 30 липня 2014     | 146        | 59         | 29         | 58         | 219        | 198        | +21        | 40,41      |
| Таїланд           | «Бурірам Юнайтед»        | 24 травня 2016    | 20 серпня 2016    | 22         | 12         | 7          | 3          | 61         | 28         | +33        | 54,55      |
| КНР               | «Шияцзюн Евер Брайт»     | 7 листопада 2016  | 1 листопада 2018  | 51         | 25         | 19         | 7          | 80         | 55         | +25        | 49,02      |
| Іран              | «Фулад»                  | 1 грудня 2018     | 1 червня 2019     | 16         | 6          | 5          | 5          | 17         | 21         | −4         | 37,50      |
| КНР               | ««Шияцзюн Евер Брайт»»«» | 20 липня 2019     | теперішній час    | 30         | 18         | 2          | 10         | 24         | 18         | +6         | 60,00      |
| Усього за кар'єру | Усього за кар'єру        | Усього за кар'єру | Усього за кар'єру | 347        | 163        | 88         | 96         | 558        | 437        | —          | 46,97      |

Примітка: перемога або програзка у серії післяматчевих пенальті зараховується як нічия в основний час.

## Досягнення
«Персеполіс»
- Про-ліга Ірану
  -  Чемпіон (1): 2007/08

«Сімідзу С-Палс»
- Кубок Джей-ліги
  -  Фіналіст (1): 2012

«Шияцзюн Евер Брайт»
- Ліга 1 Китаю
  -  Срібний призер (1): 2019

### Індивідуальні
«Персеполіс»
- Football Iran News & Events (1): 2007/08

- Тренер року за версією ФФІРІ (1): 2007/08